# Азербайджанская советская энциклопедия
Азербайджанская советская энциклопедия (АСЭ) (азерб. Азәрбајҹан Совет Енсиклопедијасы) — первая универсальная, самая известная и полная энциклопедия, издававшаяся в Азербайджанской ССР на азербайджанском языке. Выпущена в 1976—1987 годах в 10 томах.

## История
Первая попытка издания Азербайджанской советской энциклопедии была предпринята в 1934—1935 годах. Был создан Государственный комитет Азербайджанской советской энциклопедии при Совнаркоме Азербайджанской ССР, главным редактором избран И. Исмаилов, а научным секретарем — Вели Хулуфлу. В 1935 году издан словник для первого тома Азербайджанской Советской Энциклопедии. С началом сталинских репрессий и арестом членов редакции, проект был свернут.
Работы над созданием энциклопедии возобновились в 1965 году с созданием Главной редакции Азербайджанской советской энциклопедии.

## Редакторы
Председатель редакционной коллегии — Расул Рза, главный редактор — Джамиль Гулиев.

## Тома
1. А-БАЛЗАК // Азербайджанская советская энциклопедия  : [в 10 томах] = Азәрбајҹан Совет Енсиклопедијасы (азерб.) / гл. ред. Дж. Б. Гулиев. — Баку: Кызыл Шарг, 1976. — Т. I. — 648 с. — 80 000 экз.
2. БАЛЗАМ-ГАЈДАР // Азербайджанская советская энциклопедия  : [в 10 томах] = Азәрбајҹан Совет Енсиклопедијасы (азерб.) / гл. ред. Дж. Б. Гулиев. — Баку: Кызыл Шарг, 1978. — Т. II. — 638 с. — 80 000 экз.
3. ГАЈЫБОВ-ЕЛДАРОВ // Азербайджанская советская энциклопедия  : [в 10 томах] = Азәрбајҹан Совет Енсиклопедијасы (азерб.) / гл. ред. Дж. Б. Гулиев. — Баку: Кызыл Шарг, 1979. — Т. III. — 628 с. — 80 000 экз.
4. ЕЛДӘҜӘЗ-ИТАВИРА // Азербайджанская советская энциклопедия  : [в 10 томах] = Азәрбајҹан Совет Енсиклопедијасы (азерб.) / гл. ред. Дж. Б. Гулиев. — Баку: Кызыл Шарг, 1980. — Т. IV. — 616 с. — 80 000 экз.
5. ИТАЛИЈА-КУБА // Азербайджанская советская энциклопедия  : [в 10 томах] = Азәрбајҹан Совет Енсиклопедијасы (азерб.) / гл. ред. Дж. Б. Гулиев. — Баку: Кызыл Шарг, 1981. — Т. V. — 624 с. — 80 000 экз.
6. КУБА-МИСИР // Азербайджанская советская энциклопедия  : [в 10 томах] = Азәрбајҹан Совет Енсиклопедијасы (азерб.) / гл. ред. Дж. Б. Гулиев. — Баку: Кызыл Шарг, 1982. — Т. VI. — 647 с. — 80 000 экз.
7. МИСИР-ПРАДО // Азербайджанская советская энциклопедия  : [в 10 томах] = Азәрбајҹан Совет Енсиклопедијасы (азерб.) / гл. ред. Дж. Б. Гулиев. — Баку: Кызыл Шарг, 1983. — Т. VII. — 623 с. — 80 000 экз.
8. ПРАДО-СПРИНТ // Азербайджанская советская энциклопедия  : [в 10 томах] = Азәрбајҹан Совет Енсиклопедијасы (азерб.) / гл. ред. Дж. Б. Гулиев. — Баку: Кызыл Шарг, 1984. — Т. VIII. — 608 с. — 80 000 экз.
9. СПУТНИК-ФРОНТОН // Азербайджанская советская энциклопедия  : [в 10 томах] = Азәрбајҹан Совет Енсиклопедијасы (азерб.) / гл. ред. Дж. Б. Гулиев. — Баку: Кызыл Шарг, 1986. — Т. IX. — 623 с. — 80 000 экз.
10. ФРОСТ-ШҮШТӘР // Азербайджанская советская энциклопедия  : [в 10 томах] = Азәрбајҹан Совет Енсиклопедијасы (азерб.) / гл. ред. Дж. Б. Гулиев. — Баку: Кызыл Шарг, 1987. — Т. X. — 610 с. — 80 000 экз.